# Gendercide

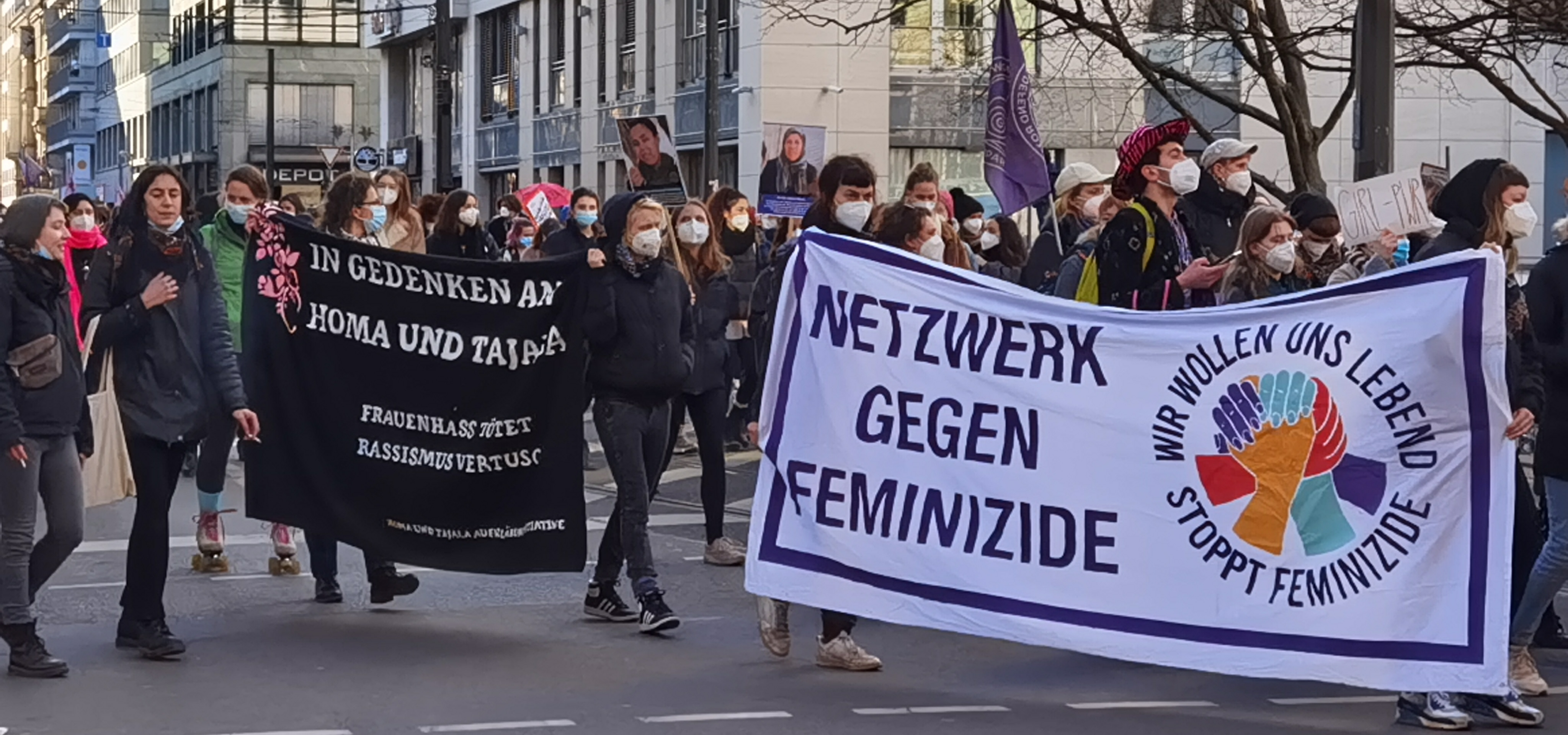
Demonstratie tegen femicide (Berlijn, 2021)

Gendercide is het systematisch doden van leden van een specifiek geslacht, van welke leeftijd ook. De term is afgeleid uit het Engels “gender” uit Grieks “genos” (geslacht) en Latijn “caedere” (doden). Het systematisch doden van vrouwen en vrouwelijke foetussen wordt femicide genoemd, het systematisch doden van mannen en mannelijke foetussen wordt androcide genoemd.

## Definities
De term gendercide werd voor het eerst gebruikt door de Amerikaanse feministe Mary Anne Warren. in haar boek uit 1985 Gendercide: The Implications of Sex Selection verwijst zij naar geslachtsselectieve massamoord. Warren trok een analogie tussen het begrip genocide en wat zij "gendercide" noemde.
Het Europees Parlement noemde in een resolutie van 8 oktober 2013 "gendercide" een sekseneutrale term voor het systematisch, opzettelijk en genderselectief massaal doden van mensen van een bepaald geslacht.

## Femicide
Waar de geslachtsverhouding jongens/meisjes bij geboorte normaal hoogstens 106/100 bedraagt, loopt die in een aantal vooral Aziatische landen op tot zeer onevenwichtige verhoudingen, tot soms 130/100, wellicht als gevolg van selectieve abortus. Voor het Europees Parlement is er dan ook sprake van gendercide als vrouwen, uit eigen beweging of onder druk, besluiten vrouwelijke baby's niet ter wereld te brengen, omdat deze worden beschouwd als last voor de samenleving. Anderen gebruiken voor deze praktijken de specifieke term “foeticide”. Gaat het om het vermoorden van pasgeboren baby’s, dan spreekt men van “infanticide”. Ramingen van het aantal “ontbrekende” meisjes wereldwijd lopen op tot meer dan 100 miljoen.
De term femicide wordt ook breder gebruikt, voor het structureel geweld, resulterend in de dood, gericht tegen vrouwen. Het omvat dan tevens het doden van echtgenotes, partners, ex-echtgenotes en ex-partners door de (ex-)man. Dit als alternatief voor gebruik van verhullende termen als "eerwraak", "crime passionel", "huiselijk geweld", etc.

## Androcide
In de Oudheid behoorde het ombrengen van mannen en het gevankelijk meevoeren van vrouwen tot de gebruiken bij gewelddadige veroveringen, in de geschiedenis bekend als uitroeiingen. In latere eeuwen betreft het systematisch ombrengen van jongens en mannen meestal jonge mannen op militaire leeftijd. Een van de bekendste voorbeelden uit de recente geschiedenis is het bloedbad van Srebrenica in 1995, na het uiteenvallen van Joegoslavië. Meer dan 7000 moslimjongens en -mannen werden toen gedood door Bosnisch-Servische troepen.
Andere voorbeelden:
- Tijdens de Armeense Genocide (1915) werden mannen massaal terechtgesteld.[6]
- Androcide tijdens de Al-Anfaloperatie in Irak (1986-89) onder Saddam Hoessein.[7]
- Ook de Rwandese genocide van 1994 vertoonde een duidelijk androcide-karakter.[8]